# Børn på hospital
Børn på hospital er en dansk dokumentarfilm fra 1980 med instruktion og manuskript af Lise Giødesen. Filmen kunne bruges i børnehaver og de første skoleklasser.

## Handling
Nogle børn oplever hospitalet som en fremmed, uhyggelig verden. Formålet med denne film er at forklare og derved afdramatisere nogle af de situationer, som opstår, når børn kommer på hospitalet. Filmen giver en kort beskrivelse af skadestuen, som ofte er børns første møde med hospitalet. Derefter følges Henrik på fem år, der indlægges på hospitalet for lyskebrok. Han følges gennem hospitalets hverdag, undersøgelser, operation og til sidst udskrivelse. Filmen viser også andre børn til undersøgelse og behandling.